# 椰絲球

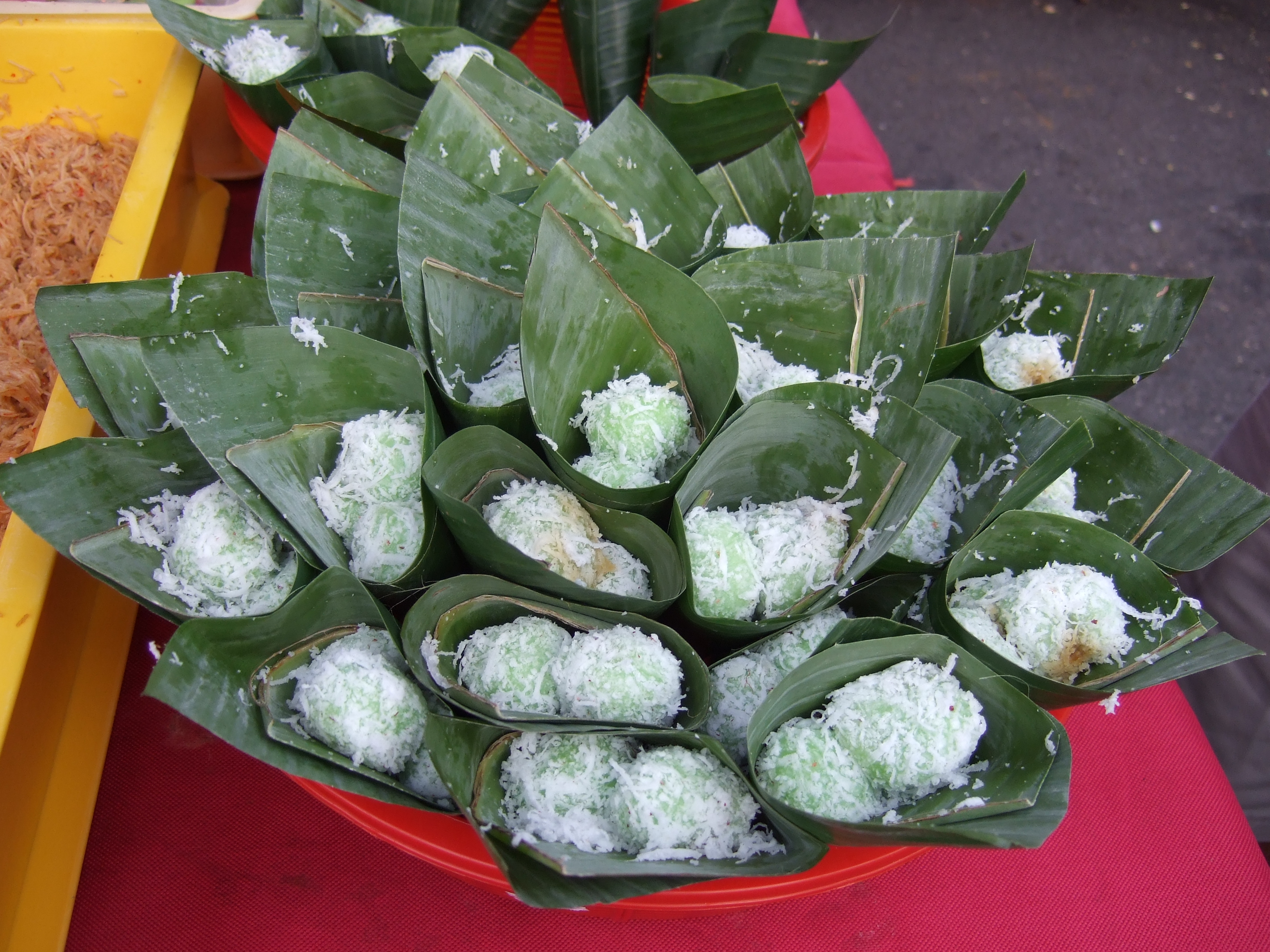
巴剎內販售的椰絲球

椰絲球（馬來文：Ondeh-ondeh、Onde-onde，印尼文：Klepon）是馬來西亞、印尼的傳統甜點之一，發源於爪哇島，此糕點使用糯米製成，內部的液狀餡料為融化的椰糖（Gula Melaka）。傳統做法是用糯米糰包裹塊狀的椰糖再揉成圓形，放至水裡煮熟之後，沾上刨好的椰絲。其綠色的外表是用班蘭葉的汁液染成，現在也有人在糯米糰內摻入蕃薯泥，製成橘色、黃色或紫色的椰絲球。在馬來西亞、印尼、汶萊一帶是非常流行的傳統甜點，一般多用香蕉葉盛裝。在馬來西亞，此糕點稱為“Ondeh-ondeh”或“Onde-onde”，在馬來文意為丸子；印尼將其稱為“Klepon”（Onde-onde在當地意為煎堆）；汶萊則稱為“Kuih Pancit”。
此糕點是馬來人和印尼人的傳統糕點，在15世紀開始南來的土生華人/峇峇娘惹（Peranakan/Baba Nyonya）從母親一輩的土著祖先學製此糕點後，開始將其內化至自身的飲食文化內，在土生華人的傳統婚宴中，椰絲球是必備的甜點之一，意為團圓的象徵意義。